# Erupção do Monte Semeru em 2021

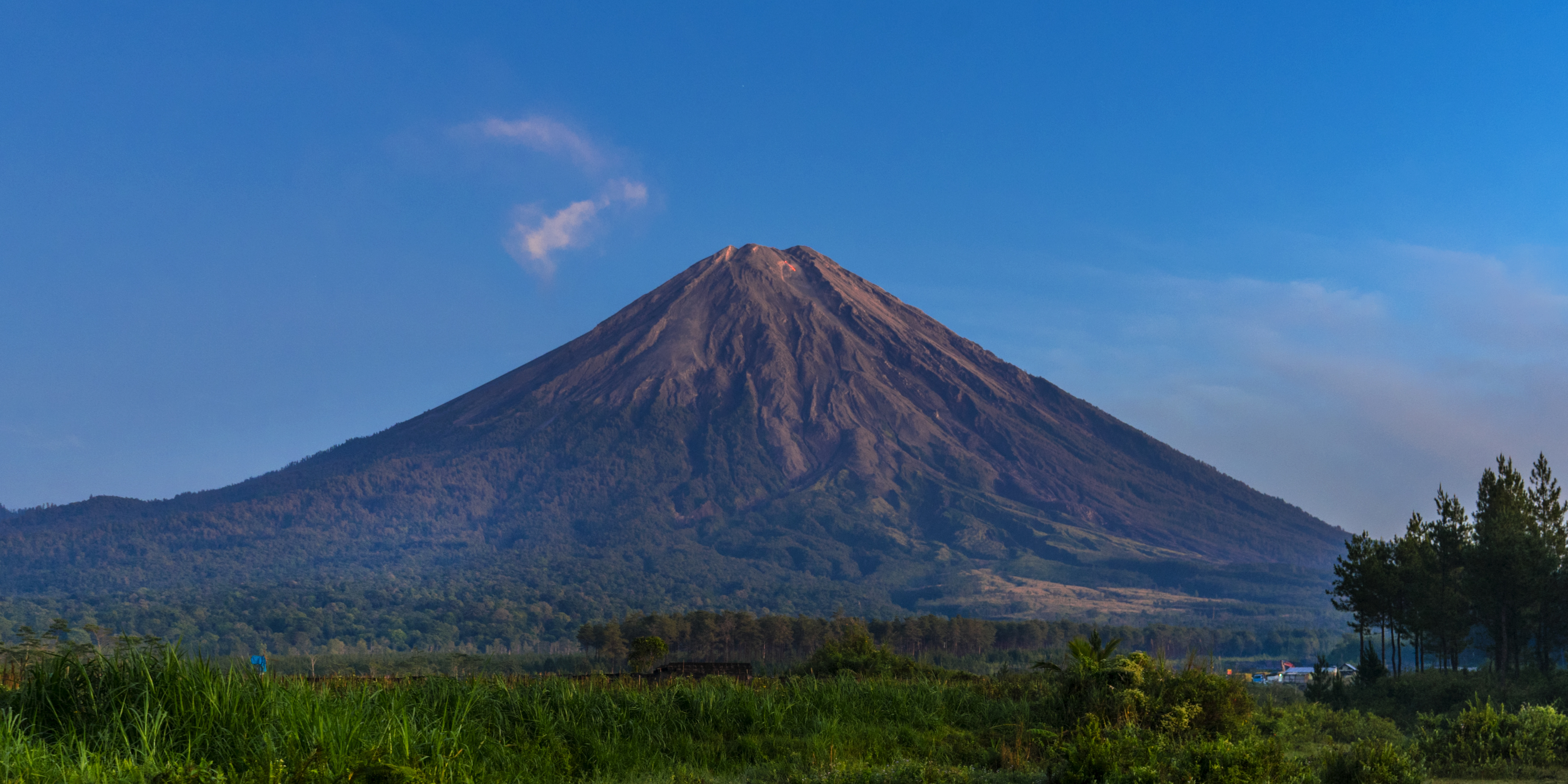
O Semeru em 2021.

A erupção do Semeru em 2021 começou no dia 4 de dezembro na ilha indonésia de Java, na província de Java Oriental. Fluxos piroclásticos e lahars danificaram pelo menos 2 970 casas e diversos edifícios. Pelo menos 57 pessoas morreram e 104 ficaram feridas, enquanto pelo menos 23 desapareceram.

## História
O Monte Semeru é um dos vulcões mais activos da Indonésia e o vulcão mais alto de Java. O registo mais antigo de uma erupção data de 1818. Desde então, as principais erupções ocorreram em 1941, 1942, 1945, 1946, 1947, 1950, 1951, 1952, 1953, 1954, 1955–1957, 1958, 1959, 1960, 1977 e 1978–1989. Com 3676 metros de altitude, é o vulcão mais alto da ilha. Em 2021 uma pequena erupção ocorreu em janeiro, contudo não houve registo de vítimas.

## Erupção
A erupção começou às 14h50, hora local, ejectando uma nuvem de cinzas vulcânicas a 12mil metros de altitude.

## Impacto

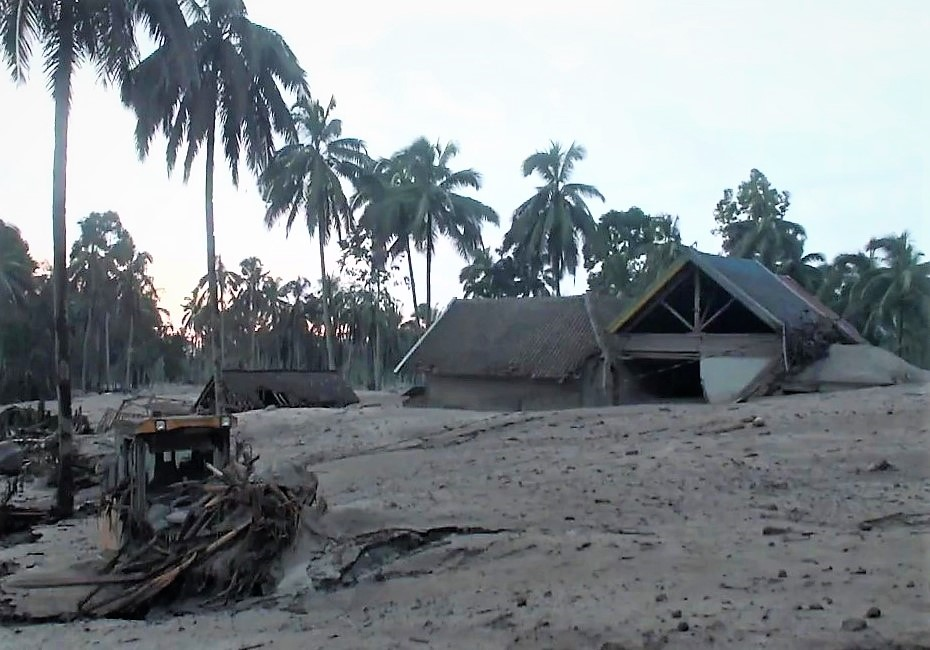
Uma vila coberta por cinzas vulcânicas.

Na Regência de Malang, seis subdistritos foram afectados pela queda de cinzas. Oito aldeias e dois subdistritos na Regência de Lumajang também foram afectados. A destruição da ponte Gladak Perak bloqueou o acesso de veículos rodoviários às vilas da região. Interrupções de energia e apagões também foram desencadeados, afectando pelo menos 30 253 pessoas. No distrito de Pronojiwo, em Java Oriental, pelo menos 30 casas foram destruídas por fluxos de lava. Estima-se que 300 famílias tenham sido evacuadas.

### Vítimas
Já foram registradas cinquenta e sete vítimas; os primeiros identificados foram um dono de loja e dois mineiros foram dados como desaparecidos quando a ponte Gladak Perak em Lumajang desabou devido a um lahar. Outros 10 mineiros numa mina de areia na vila de Renteng ficaram presos e uma tentativa de resgate dos mineiros foi realizada.